# Bayamón (Cidra)
Bayamón es un barrio ubicado en el municipio de Cidra en el Estado Libre Asociado de Puerto Rico. En el Censo de 2010 tenía una población de 5995 habitantes y una densidad poblacional de 735,99 personas por km².

## Geografía
Bayamón se encuentra ubicado en las coordenadas 18°10′55″N 66°7′2″O / 18.18194, -66.11722. Según la Oficina del Censo de los Estados Unidos, Bayamón tiene una superficie total de 8.15 km², de la cual 7.38 km² corresponden a tierra firme y (9.44%) 0.77 km² es agua.

## Demografía
Según el censo de 2010, había 5995 personas residiendo en Bayamón. La densidad de población era de 735,99 hab./km². De los 5995 habitantes, Bayamón estaba compuesto por el 74.46% blancos, el 8.37% eran afroamericanos, el 0.58% eran amerindios, el 0.1% eran asiáticos, el 14.15% eran de otras razas y el 2.34% pertenecían a dos o más razas. Del total de la población el 99.38% eran hispanos o latinos de cualquier raza.